# Новый Кутулук
Новый Кутулук — посёлок в Борском районе Самарской области. Административный центр сельского поселения Новый Кутулук.
Расположен на реке Кутулук в 19 км к северу от села Борское и ж.-д. станции Неприк. Имеется подъездная дорога от автодороги Борское — Отрадный.

## История
В 1973 г. Указом Президиума ВС РСФСР поселок совхоза «Неприк» переименован в Новый Кутулук.

## Население
| 2010 |
| ---- |
| 868  |